# Червоне (Брагінський район)
Червоне — (біл. вёска Краснае), село (веска) в складі Брагінського району розташоване в Гомельській області Білорусі. Село підпорядковане Новойолчанській сільській раді — є центром сільської ради і в ньому мешкає 404 осіб (станом на 2004 рік).
Село Червоне розташоване на південному сході Білорусі, в південній частині Гомельської області, за 39 кілометрів на південний схід від районного центру Брагіна.